# Henri Tomasi
Pour les articles homonymes, voir Tomasi.
Henri Tomasi, né le 17 août 1901 à Marseille et mort le 13 janvier 1971 dans le 9e arrondissement de Paris, est un compositeur et chef d'orchestre français.

## Biographie
Henri Tomasi naît à Marseille dans le quartier populaire de la Belle de Mai, premier enfant de Xavier Tomasi, lui même musicien, auteur notamment de Les chansons de Cyrnos) et de Joséphine Vincensini, tous deux corses originaires de Penta-di-Casinca.
Dès l'âge de 6 ans, il étudie le piano au conservatoire de sa ville natale (il a été dans cet établissement camarade avec le violoniste Zino Francescatti, dédicataire de futures œuvres du compositeur) avant d'intégrer le Conservatoire national à Paris, dont il sort primé en 1927. La même année, il est premier Second Prix de Rome de composition avec la cantate Coriolan. Une de ses premières œuvres, Cyrnos, reçoit un bon accueil. En 1929 il épouse Odette Camp. De leur union naît un fils, Claude en 1944. En 1931, Tomasi connaît ses premiers succès comme chef d'orchestre à Radio-Colonial, radio créée pour l'Empire colonial français. Acteur important de la vie musicale, il adhère au groupe Triton aux côtés de Darius Milhaud, Arthur Honegger et Francis Poulenc.
La Seconde Guerre mondiale n'interrompt pas ses activités musicales. De 1940 à 1943 il est à la tête de l'Orchestre national (actuel Orchestre national de France) replié dans sa ville natale de Marseille. Mais la situation d'alors est en opposition avec ses convictions pacifistes et humanistes. Pris d'une crise mystique, il se retire à l'Abbaye Saint-Michel de Frigolet où il compose ses chefs-d'œuvre de la maturité : Symphonie en ut, Requiem pour la paix et l'opéra Don Juan de Mañara, trois œuvres qui auront du mal à être créées. Cette dernière, d'après le mystère en six tableaux d'Oscar Vladislas de Lubicz-Milosz, a été créée à Munich le 29 mars 1956. 
Dès 1946, il reprend une intense activité de chef d'orchestre et le Conservatoire de Paris lui commande plusieurs œuvres pour ses concours d'entrée, dont le Concerto pour trompette, pièce mondialement connue et interprétée par les plus grands, Maurice André, Wynton Marsalis, David Guerrier. En 1954 son opéra, L'Atlantide, d'après le roman de Pierre Benoit, est créé avec succès à Mulhouse le 26 février 1954 avec Ethéry Pagava dans le rôle d'Antinéa. L'œuvre connaît en peu de temps 80 représentations, dont 20 à l'Opéra de Paris avec Claude Bessy interprétant le même rôle. Ludmila Tcherina en a été une autre interprète remarquée.
En 1952, un grave accident de voiture le contraint à cesser toute activité de chef d'orchestre. Henri Tomasi ne se consacre plus qu'à la composition : un opéra, Sampieru Corsu en 1956, créé au Grand Théâtre de Bordeaux avec Régine Crespin dans le rôle de Vannina d'Ornano ; le Triomphe de Jeanne, un oratorio commandé pour les 500 ans du procès en réhabilitation de Jeanne d'Arc, sur un livret de Philippe Soupault. Il commence à ressentir les effets de la surdité qui lui fera perdre l'usage de son oreille droite. Son œuvre est de plus en plus en prise avec les événements de son temps, avec Le Silence de la mer d'après Vercors, L'Éloge de la folie d'après Érasme, Retour à Tipasa d'après Albert Camus, Concerto pour guitare « à la mémoire d'un poète assassiné, F.G. Lorca », Symphonie du Tiers-Monde en hommage à Hector Berlioz d'après un texte d'Aimé Césaire. Tomasi a été l'objet d'attaques virulentes de la part de l'avant-garde musicale des années 1950, qui ne goûtait guère son lyrisme et un style jugé néo-classique.
À la fin des années 1960, sa santé se dégrade rapidement. Il ne peut terminer son harmonisation des Chants corses a cappella (12 sur les 18 prévus), sa dernière œuvre, comme un ultime salut à son île d'origine. Un projet d'opéra sur Hamlet n'a pas vu le jour mais a inspiré Être ou ne pas être, une courte pièce pour cuivres. Il décède à Paris et est enterré selon sa volonté dans le cimetière Saint-Véran d'Avignon. En août 2001, à l'occasion du centenaire de sa naissance, ses cendres ont été transférées au cimetière de Penta-di-Casinca, lieu des origines de sa famille (le nom de Henri Tomasi est toujours gravé à droite de la tombe (carré 11, rangée ouest, tombe 5) de Saint-Véran).
Toute sa vie Henri Tomasi aura refusé la légion d'honneur, fidèle à sa déclaration : « Je ne l'accepterai pas tant qu'il n'y aura pas de Conservatoire en Corse ». En 2008, la Région Corse, exauçant sa volonté, a nommé « Henri Tomasi » le Conservatoire de Musique et de Danse de l'Ile de Beauté.
Son œuvre — plus de 100 opus — est puissante, indépendante, et considérable aussi bien dans le domaine symphonique que dans le domaine théâtral et lyrique. Du mysticisme à son engagement de citoyen du monde, elle offre les aspects les plus contrastés. Ses origines méditerranéennes caractérisent son esthétique : « La Méditerranée et sa lumière, ses couleurs, c’est cela pour moi la joie parfaite. La musique qui ne vient pas du cœur n’est pas de la musique. Je suis resté un mélodiste ».

## Principales œuvres
- Opéras
  - Don Juan de Mañara (1944)
  - L'Atlantide (1954)
  - Sampiero Corso (1956)
  - Ulysse ou le beau périple (1961)
  - Le Silence de la mer (1963)
- Ballets
  - Vocero (1951)
  - Noces de cendres (1954)
  - Dassine, Sultane du Hoggar (1959)
  - L'Eloge de la folie (1968)
- Œuvres pour orchestre
  - Tam-Tam, poème symphonique (1931)
  - Symphonie en ut (1940)
  - Fanfares liturgiques (1947)
  - Chant pour le Vietnam (1968)
  - Symphonie du Tiers-Monde en hommage à Hector Berlioz (1969)
- Concertos
  - Cyrnos, poème symphonique pour piano et orchestre (1929)
  - Ballade pour saxophone alto et orchestre (1938)
  - Concerto pour trompette et orchestre (1948)
  - Concerto pour saxophone alto et orchestre (1949)
  - Concerto pour alto et orchestre (1950)
  - Concerto pour clarinette et cordes (1955)
  - Concerto pour trombone et orchestre (1957)
  - Concerto pour Basson et orchestre (1958)
  - Concerto pour violon et orchestre (1962)
  - Concerto de Printemps pour flûte et orchestre (1966)
  - Concerto pour guitare « à la mémoire d'un poète assassiné, F.G. Lorca » (1966)
  - Highlands'ballad, pour harpe et orchestre (1966)
  - Concerto pour violoncelle et orchestre (1969)
  - Concerto pour contrebasse et orchestre (1970)
- Musique de chambre
  - Variations sur un thème corse, pour quintette à vent (1925)[5]
  - Trio à cordes (1938)
  - Divertimento corsica (1951)
  - Cinq danses profanes et sacrées, pour quintette à vent (1959)[6]
  - Être ou ne pas être, pour cuivres (1962)
  - Printemps, pour sextuor à vent (1964)
  - Invocations et danses rituelles (1969)
- Voix solistes et piano ou orchestre
  - Chants corses (1932)
  - Cantu di Cirnu (1933)
  - Cinq chants laotiens (1933), poèmes de Louis Laloy et Joseph Trillat
  - Chants de Geishas (1935)
  - Noa-Noa (1957)
  - La Chèvre de Monsieur Seguin (1963)
  - La mort du petit Dauphin (1964)
  - Le Sous-préfet aux champs (1964)
- Musique vocale avec orchestre
  - Requiem pour la paix (1946)
  - Douze Noëls de Saboly (1961)
  - Retour à Tipasa (1985, création posthume)
- Chœur a cappella
  - Douze chants de l'Ile de Corse (1961)

## Hommages
Outre le Conservatoire de musique et de danse de Corse, de nombreux sites ou institutions portent le nom d'Henri Tomasi : une rue de Bastia, Paris, Marseille, le collège de la Casinca se trouvant à Folelli, une salle du conservatoire de Marseille, la Biennale et le Concours international de quintette à vent Henri-Tomasi.
En 2019, la 4ème bilingue du collège Campo Vallone de Biguglia (région bastiaise) a réalisé un docu-fiction sur la vie et le parcours d’Henri Tomasi. Un projet monté grâce à Emmanuelle Mariini (professeure de musique au collège Campo Vallone) et ses 17 élèves qui se sont tous investis. La vidéo dure treize minutes et retrace toute la vie de cet homme aux multiples mystères.

## Discographie
- Tomasi : Complete Violin Works (Concerto "Périple d'Ulysse", Capriccio, Chant hébraïque, Poème, Tristesse d'Antar, Chant corse, Paghiella), Stéphanie Moraly (violon), Romain David (piano), Sébastien Billard (direction), Orchestre de la Garde républicaine, Naxos 8.579091 (2022)
- Tomasi: Complete Works for Solo Piano, Émilie Capulet (piano), Calliope CAL2069 (2020)
- Tomasi : Requiem pour la Paix / Fanfares liturgiques, Michel Piquemal (direction), Orchestre philharmonique de Marseille, Naxos 8.554223 (1998)